# Torre de Tlatelolco
La Torre de Tlatelolco (también conocida como Centro Cultural Universitario Tlatelolco y como SRE Tlatelolco) es un edificio en la Unidad Habitacional Nonoalco Tlatelolco de la Ciudad de México. Fue diseñada por Pedro Ramírez Vázquez. Su altura es de 100 metros y tiene 22 pisos. Fue por varios años el cuarto edificio más alto de la ciudad y el segundo más alto de la colonia Tlatelolco, solo después de la Torre Insignia. Esta estructura metálica, recubierta de mármol blanco, se reforzó y se rehabilitó en al menos dos ocasiones, en enero del 2010 recobró su funcional diseño y nuevamente está operativa.[cita requerida] Fue durante décadas la sede de la Secretaría de Relaciones Exteriores (SRE) y actualmente alberga el Centro Cultural Universitario Tlatelolco de la Universidad Nacional Autónoma de México (UNAM).
El edificio está anclado al suelo con 45 pilotes de acero y concreto, que penetran a una profundidad de 35 metros, y cuenta con 36 amortiguadores sísmicos.[cita requerida]

## Sitio
Se halla en el rectángulo delimitado al norte por la zona arqueológica de Tlatelolco y la Plaza de las Tres Culturas; al sur, por la avenida Ricardo Flores Magón; al poniente, por el Eje Central Lázaro Cárdenas, y al oriente, por áreas de servicios de la Parroquia de Santiago y de la propia unidad habitacional.[cita requerida]

## Historia
Recibe el nombre por la zona de la Ciudad de México donde se alza el edificio, mismo del antiguo barrio prehispánico de Tlatelolco.[cita requerida] Fue por algún tiempo el cuarto edificio más alto de la Ciudad de México hasta que fue desplazado debido al auge que tuvo la construcción en las décadas de 1970 y 1980.[cita requerida]
La cancillería venía ocupando distintos inmuebles a lo largo de su historia, pero durante el periodo del presidente Adolfo López Mateos se pensó en concentrar en un solo inmueble las labores de esa secretaría de Estado. Se buscó una zona bien comunicada y con un entorno moderno, Tlatelolco recién había sido construida y era orgullosamente mostrada a visitantes de otras naciones como ejemplo de desarrollo nacional. Se decidió la edificación de la torre en ese lugar: en 1957, se encargó el proyecto a Pedro Ramírez Vázquez, y fue hasta 1960 cuando empezó la construcción del edificio, el cual se concluyó rápidamente en 1966, durante el mandato del presidente Gustavo Díaz Ordaz. Se trató de un reto, por la zona donde se encuentra, que es predominantemente habitacional, lejana a las zonas de oficinas y embajadas y adyacente a una zona arqueológica recién rehabilitada.[cita requerida]
Durante su existencia ha recibido algunos daños debido a los sismos así como algunos asentamientos diferenciales que provocaron que en diversas ocasiones fuera reparada, ha sido hasta después de un profundo estudio y renovación a cargo de la Universidad Nacional que el edificio nuevamente ha recuperado funcionalidad y su original estética.[cita requerida]
Desde su conclusión en 1966 hasta su abandono en el 2005, albergó las oficinas principales de la SRE del Gobierno Federal de México, año en que se mudaron al Edificio Tlatelolco. En 1967, fue sede de la firma del Tratado para la Proscripción de las Armas Nucleares en la América Latina y el Caribe (más conocido como Tratado de Tlatelolco).
Fue mediante la cesión de la propiedad por la SRE a la UNAM, bajo los auspicios del entonces Jefe de Gobierno de la Ciudad de México, Andrés Manuel López Obrador, cuando pasó finalmente a manos de su actual propietario.